# Antonio Casimir Cartellieri
Antonio Casimir Cartellieri (27. září 1772 Gdaňsk – 2. září 1807 Libčeves) byl hudební skladatel, houslista a kapelník ve službách rodu Lobkoviců v Čechách.

## Život
Antonio Cartellieri se narodil roku 1772 v Gdaňsku (tehdy se nazýval Danzig). Byl synem italského tenoristy Antonia Maria Gaetana Cartellieriho a německé sopranistky. Matka byla sólistkou Královské opery v Berlíně. Základní hudební vzdělání tak Antonio získal v rodině. Manželství rodičů však brzy zkrachovalo.
Již v devatenácti letech se stal hudebním ředitelem u polského hraběte Oborského. V hraběcím doprovodu navštívil v roce 1792 Berlín a podařilo se mu uvést své dvě zpěvohry v Královské opeře. Dvůr hraběte se poté odebral do Vídně, což poskytlo Cartellierimu příležitost prohloubit své hudební vzdělání studiem u takových mistrů jako byli Johann Georg Albrechtsberger, Ignaz von Seyfried a Antonio Salieri.
Ve Vídni se Cartellieri setkal s úspěchem jak jako dirigent, tak i jako skladatel. Po úspěšné premiéře Symfonie c-moll a oratoria Gioas, Re di Giuda (Jóaš, král judský), mu kníže Josef František Maxmilián z Lobkovic, vévoda roudnický, nabídl místo dvorního kapelníka. Od roku 1796 se tak stal dirigentem, skladatelem, prvním houslistou i učitelem hudby v rodině Lobkoviců. Lobkovický dvůr trávil léto na zámku Jezeří u Litvínova a zbývající část roku v Roudnici a ve Vídni. Cartellieri díky tomu neztrácel kontakt s vídeňskou hudební kulturou. Císařská dechová harmonie hrála jeho divertimenta, přední vídeňští hráči jeho instrumentální koncerty. U lobkovické kapely se setkal Antonínem Vranickým, který byl rovněž kapelníkem ve službách knížete. Jejich vztahy však nebyly zcela idylické.
V roce 1800 se oženil s Češkou Františkou Kraftovou, dcerou violoncellisty roudnické kapely Antonína Krafta. Měl tři syny. Nejstarší Josef pokračoval po smrti Antonína Vranického jako lobkovický kapelník, avšak po rakouském státním bankrotu v důsledku napoleonských válek zámecká kapela zanikla. Prostřední syn Antonín se stal ekonomem a Pavel byl lékárníkem a průkopníkem západočeského lázeňství. Je po něm pojmenován jeden z léčivých pramenů ve Františkových Lázních.
Na podzim roku 1807, při cestě z Jezeří do Roudnice, postihl Cartellieriho náhle infarkt. Lékař se k němu nedostal včas. Zemřel 2. září 1807 v Libčevsi (Liebshausen), necelých 30 kilometrů od Jezeří, v čtyřiatřiceti letech.

## Dílo
Ve své době patřil Antonio Cartellieri k mezinárodně známým skladatelům. Opisy jeho skladeb se nacházejí v archivech celé Evropy. Později zůstal ve stínu svých slavnějších současníků. Teprve dvě stě let po jeho smrti je jeho hudba znovuobjevována a je, zejména v Německu, znovu na programech koncertů a nahrávacích studií.
Komponoval hudbu i na české náměty. O tom svědčí opery Rübezahl (Rýbrcoul, Krakonoš) a Amgarda, královna česká.
Opery
- Die Geisterbeschwörung (singspiel, 1793, Berlin)
- Anton (singspiel, Berlín, 1796)
- Il segreto (libreto L. Prividali, 1804 Vídeň)
- Amgarda, regina di Boemia
- Attalinda
- Il duello fortunato
- Il giudice nella propria causa
- Rübezahl, Beherrscher der Geister

Oratoria
- Gioas re di Giuda (opera sacra, libretto Pietro Metastasio, Vídeň, 1795)
- Per celebrar la festività natale (Vánoční oratorium, libreto Luigi Prividali, Vídeň, 1806)
- La purificatione di Maria Virgine (Praha, 1807)

Instrumentální skladby
- 4 symfonie
- Divertimento Es-dur
- 3 divertimenta
- Klarinetový kvartet č. 1 D-dur
- Klarinetový kvartet č. 2 Es-dur
- Klarinetový kvartet č. 3 B-dur
- Klarinetový kvartet č. 4 Es-dur
- Koncert pro dva klarinety a orchestr B-dur Flat Major
- Koncert pro klarinet a orchestr č. 1 B-dur
- Koncert pro klarinet a orchestr č. 3 Es-dur
- Koncert pro flétnu a orchestr